# Uniontown (Kentucky)
Uniontown is een plaats (city) in de Amerikaanse staat Kentucky, en valt bestuurlijk gezien onder Union County.

## Demografie
Bij de volkstelling in 2000 werd het aantal inwoners vastgesteld op 1064.
In 2006 is het aantal inwoners door het United States Census Bureau geschat op 1046, een daling van 18 (-1.7%).

## Geografie
Volgens het United States Census Bureau beslaat de plaats een oppervlakte van
2,5 km², waarvan 2,3 km² land en 0,2 km² water. Uniontown ligt op ongeveer 111 m boven zeeniveau.

## Plaatsen in de nabije omgeving
De onderstaande figuur toont nabijgelegen plaatsen in een straal van 20 km rond Uniontown.